# Bernhard Kaster

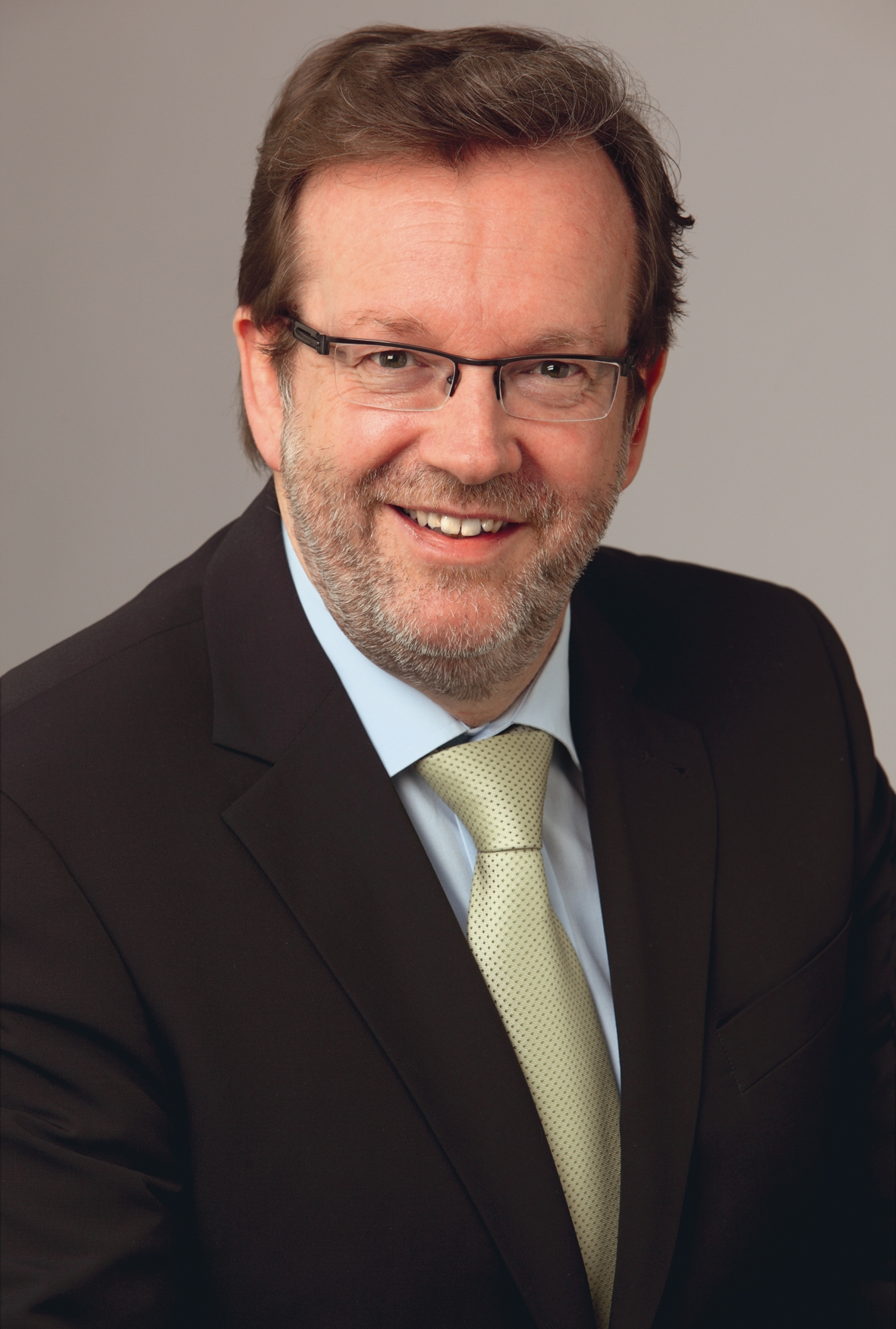
Bernhard Kaster (2009)

Bernhard Nikolaus Kaster (* 1. November 1957 in Trier) ist ein deutscher Politiker (CDU). Von 2002 bis 2017 war er Mitglied des Deutschen Bundestages.

## Leben

### Ausbildung und Beruf
Nach der Mittleren Reife 1975 machte Kaster eine Ausbildung im Verwaltungsdienst des Landes Rheinland-Pfalz bei der Bezirksregierung Trier. An der Fachhochschule Mayen erwarb er 1982 den Abschluss eines Diplom-Verwaltungswirtes (FH). Danach wurde Kaster stellvertretender Leiter des Amtes für Verteidigungslastenverwaltung im Regierungsbezirk Trier. 1992 wechselte er in das Ministerium des Inneren und Sport des Landes Rheinland-Pfalz. Von 1994 bis 1997 war er als Verwaltungsleiter in der Gesundheitsverwaltung tätig.

### Parteilaufbahn
1976 trat Kaster in die CDU und die Junge Union ein. Ab 2000 war Kaster Vorsitzender der Kommunalpolitischen Vereinigung Trier-Saarburg. Nachdem er bereits von 1990 bis 1997 stellvertretender Vorsitzender des CDU-Kreisverbandes Trier-Stadt war, wurde er am 14. Mai 2007 zum Kreisvorsitzenden gewählt. Am 28. November 2009 wurde er in diesem Amt bestätigt. Zudem kandidierte er im Herbst 2007 als Gegenkandidat zum Landtagsabgeordneten Michael Billen (Bitburg-Prüm) für den Vorsitz im Bezirksverband. Dabei scheiterte er nur knapp und wurde im Anschluss zum stellvertretenden Bezirksvorsitzenden gewählt.

### Öffentliche Ämter
Von 1997 bis 2002 war Kaster direkt gewählter Bürgermeister der Verbandsgemeinde Trier-Land.

### Abgeordnetentätigkeit
Von 1989 bis 1997 gehörte Kaster dem Stadtrat der Stadt Trier an.
Von 2002 bis 2017 war er Mitglied des Deutschen Bundestages. Von 2002 bis 2005 war er Mitglied des Haushaltsausschusses und dort Hauptberichterstatter für das Bundeskanzleramt und das Presse- und Informationsamt der Bundesregierung (BPA). Er verantwortete in dieser Zeit auch die Große Anfrage zur Öffentlichkeitsarbeit der Bundesregierung (Drucksache 15/1960). Seit dem 29. November 2005 war er Parlamentarischer Geschäftsführer der CDU/CSU-Bundestagsfraktion und zudem für die Fraktion als Sicherheitsbeauftragter im Bundestag tätig.
Kaster ist 2002 über die Landesliste Rheinland-Pfalz, 2005 mit 43,1 Prozent der Erststimmen, 2009 mit 45,7 Prozent und 2013 mit 48,8 Prozent als direkt gewählter Abgeordneter des Wahlkreises Trier in den Bundestag eingezogen. Bei der Bundestagswahl 2017 verzichtete er auf eine erneute Kandidatur.

### Sonstiges Engagement
Kaster war Vorsitzender der Deutsch-Russischen Parlamentariergruppe. Am 10. April 2014 wurde er in dieses Amt wiedergewählt. Anlässlich seiner Wiederwahl betonte er, dass gerade in Krisensituationen die Parlamentariergruppe eine besondere Rolle übernehmen und eine Brücke zwischen der russischen Staatsduma und dem deutschen Bundestag schlagen könne. Vom 4. Juli bis 9. Juli 2015 reiste die Gruppe zu Gesprächen nach Russland und besuchte außer Moskau auch die sibirische Metropole Nowosibirsk. Neben den parlamentarischen Kontakten sieht Kaster auch den „Petersburger Dialog als Plattform, die zu Gesprächen zwischen deutschen und russischen Politikern weiter genutzt werden sollte“. Die aktuellen Themen müssten aber mit großer Offenheit und Kritik angesprochen werden, so Kaster.
Kaster war außerdem Mitglied der Europa-Union Parlamentariergruppe Deutscher Bundestag.

### Nebentätigkeit
Kaster war bis zum 31. Dezember 2014 Mitglied im Verwaltungsrat der Sparkasse Trier.

### Privates
Bernhard Kaster ist verheiratet und hat zwei Töchter.
2012 wurde er mit dem Verdienstorden Pro Merito Melitensi des Malteserordens ausgezeichnet.

## Sonstiges
Laut einer von der Bundestagsverwaltung veröffentlichten Liste hat Kaster in seiner Funktion als Sicherheitsbeauftragter der CDU/CSU-Bundestagsfraktion im Jahr 2015 an der Vergabe von Zugangsberechtigungen zum Bundestag für insgesamt 391 externe Interessensvertreter mitgewirkt. Das entspricht mehr als der Hälfte der insgesamt 620 in dieser Liste aufgeführten Zugangsberechtigungen. Nach einer eigenen Verfahrensdarstellung sowie den Zugangs- und Verhaltensregeln des Bundestages wurden die Sicherheitsbeauftragten der im Bundestag vertretenen Fraktionen für die Ausstellung einer Zugangsberechtigung von der Bundestagsverwaltung immer dann beteiligt, wenn eine solche nicht über die sogenannte Verbändeliste des Bundestages ausgegeben werden konnte. Dort können sich nur Verbände und keine Unternehmen aufnehmen lassen.
Kaster lehnt ein verpflichtendes Lobbyisten-Register, welches die Beziehungen externer Interessensvertreter zu Bundestagsabgeordneten transparenter gestalten soll, ab. Seiner Auffassung nach handelt es sich dabei um ein „bürokratisches Monster“.

## Veröffentlichungen
- Regierungs-PR und politischer Wettbewerb. In: Köhler/Schuster (2006) (Hrsg.): „Handbuch Regierungs-PR“, VS Verlag Sozialwissenschaften, ISBN 3-531-15192-4, Abstract des Beitrags, S. 183–196
- Mit Dietrich Austermann: PR-Regierung – Der Medienkanzler und seine Werbe-Millionen. 2004 download (Seite nicht mehr abrufbar. Suche in Webarchiven)